# 笹原忠義
笹原 忠義（ささはら ただよし、1954年6月6日 - 2014年5月17日）は、日本の実業家、元アナウンサー。石川県加賀市出身。

## 経歴
加賀市立山代中学校 → 石川県立小松高等学校を経て、慶應義塾大学法学部卒業後の1977年に北陸放送へアナウンサーとして入社。笹原自身はアナウンサー志望ではなかったため、入社試験時は一般職を受験した。当時の入社試験では全員が長いニュース原稿を読まされる中で笹原だけが息継ぎせずに一息で読み、その面白さからアナウンサーとして採用された。これは自慢ではあったが、肺活量が5,600ccもあったという。
1998年には細川久米夫市長の収賄容疑での逮捕、辞職に伴い、旧松任市の市長選挙への立候補を打診されたが断っている。
北陸放送アナウンス部長、営業部長、営業局長、取締役営業局長、常務取締役営業局長を歴任。2011年6月28日、同局社長に就任。2014年4月23日には健康上の理由により社長を退任し、取締役となった。
2014年5月17日0時50分、肺炎のため金沢市内の病院で死去。59歳没。

## 人物・エピソード
- 軽妙な喋り方が持ち味で、アナウンサー時代から多くの芸能人との交流があり、自身のトークイベントでは大学の先輩の松下賢次などを招いていた。
- 競艇に造詣が深く、特に三国競艇の重賞レース関連の番組で関わっていることが多かった。競艇選手では同じ石川県出身の今垣光太郎や石田政吾との交流があった。
- ライバル局であるテレビ金沢に在籍していた塚田誉は同じ市・中学・高校の後輩である。

## 過去の担当番組
ラジオ
- 石川名物!GOGOは本多町3丁目（火曜担当）
- 笹原忠義の天下御免の日曜日（ - 1986年10月26日）
- ラジオでハイナ〜
- 土曜は一気! バリバリトーン!
- 笹原さん出番です
- 笹原忠義のさばの味噌煮
- 竜香のあぶない8時（初代アシスタント2001年10月 - ?）[注釈 1]
- ささやんの今日も“シャキ”っと（金曜担当）
- いち・にの SUNDAY（三国競艇 今日の一点。? - 2010年3月。電話出演が多かった）

テレビ
- MROテレポート6（土曜担当 - 2003年3月）
- MRO NEWS ON 6（2003年4月 - 2003年12月）
- 全国高校ラグビー（石川県大会決勝-全国大会2回戦）
- ザ・ベストテン （MRO追っかけマン）

## 主な実況歴
- 白山大賞典（1997年）